# Truls Engen Korsæth
Truls Engen Korsæth, né le 16 septembre 1993, est un coureur cycliste norvégien, professionnel en 2017 et 2018.

## Biographie
Truls Engen Korsæth naît le 16 septembre 1993 en Norvège. Durant son enfance, il pratique d'abord le ski de fond et l'athlétisme avec son frère. C'est à cause d'une blessure au tendon d'Achille survenue en pratiquant l'athlétisme qu'il commence à courir à vélo au Lillehammer Cykleklubb. 
Toujours membre de ce club en 2012, il est champion de Norvège du contre-la-montre espoirs. Il entre en 2013 dans l'équipe Joker Merida devenue Joker l'année suivante. Il est à nouveau champion de Norvège du contre-la-montre espoirs en 2013. Avec Reidar Borgersen, il remporte en 2014 le Duo normand. En 2015, il obtient un troisième titre de champion de Norvège du contre-la-montre espoirs et remporte le Chrono des Nations espoirs. Il termine notamment troisième du Tour des Flandres espoirs derrière Alexander Edmondson et Gianni Moscon et quatrième du championnat du monde  du contre-la-montre espoirs. En 2016, il gagne la première étape du Tour de Gironde.
En fin d'année 2016, il est recruté pour deux ans par l'équipe Astana.
En 2018, il souffre de maladie tout au long de la saison et dispute sa dernière course lors du Tour de Yorkshire en mai. Le 18 septembre 2018, il annonce qu'il rompt son contrat avec Astana et met un terme à sa carrière de cycliste pour se consacrer aux études à d'autres activités.

## Palmarès sur route

### Par année
- 2011

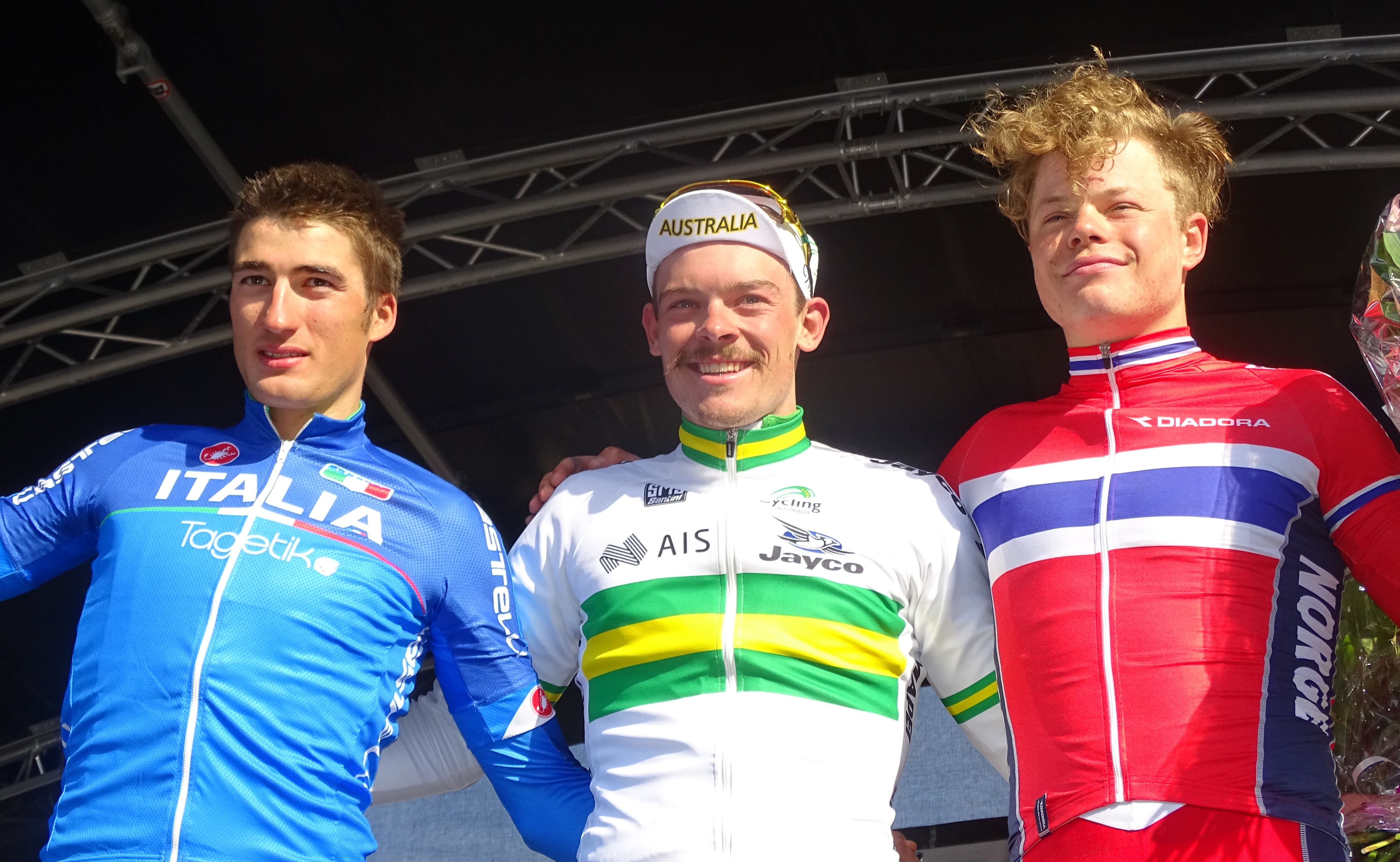
Podium de l'édition 2015 du Tour des Flandres espoirs : Gianni Moscon (2e), Alexander Edmondson (1er) et Truls Engen Korsæth (3e).

  - 2e du championnat de Norvège du contre-la-montre juniors
- 2012
  -  Champion de Norvège du contre-la-montre espoirs
  - 2e de l'U6 Cycle Tour
- 2013
  -  Champion de Norvège du contre-la-montre espoirs
  - 3e étape du Circuit des Ardennes international (contre-la-montre par équipes)
  - 2e du championnat de Norvège du contre-la-montre par équipes
- 2014
  - Duo normand (avec Reidar Borgersen)
- 2015
  -  Champion de Norvège du contre-la-montre espoirs
  -  Champion de Norvège du contre-la-montre par équipes[n 1]
  - Chrono des Nations espoirs
  - 2e du championnat de Norvège sur route espoirs
  - 2e du Tour de Hollande-Septentrionale
  - 3e du Tour des Flandres espoirs
  - 3e de la Gylne Gutuer
  - 3e du championnat de Norvège du contre-la-montre
  - 4e du championnat du monde  du contre-la-montre espoirs
- 2016
  - 1re étape du Tour de Gironde
  - 3e de la Gylne Gutuer

### Classements mondiaux
| Année                                 | 2013  | 2014 | 2015 | 2016 | 2017  | 2018  |
| ------------------------------------- | ----- | ---- | ---- | ---- | ----- | ----- |
| UCI World Tour                        |       |      |      | nc   | 343e  | 362e  |
| Classement mondial                    |       |      |      | 586e | 1284e | 2230e |
| UCI Europe Tour                       | 1152e | 322e | 267e | 482e | 1310e | nc    |
| UCI Asia Tour                         | nc    | nc   | nc   | 203e | 439e  | nc    |
| UCI America Tour                      | nc    | nc   | 330e | nc   | nc    | nc    |
|                                       |       |      |      |      |       |       |
| Légende : nc = non classéSource : UCI |       |      |      |      |       |       |

## Palmarès en VTT
- 2013
  - 2e du championnat de Norvège de cross-country